# 贝岭镇
贝岭镇是中国广东省河源市龙川县下辖的一个镇，位于龙川县的北部。全镇总面积107平方公里，下辖1个社区8个村，总人口约1.65万人。镇内的旅游景点有有燕仙岩、尧山寨、将军寨、观音宫、雷公角、蜡烛墩等。